# Homlokzat (építészet)

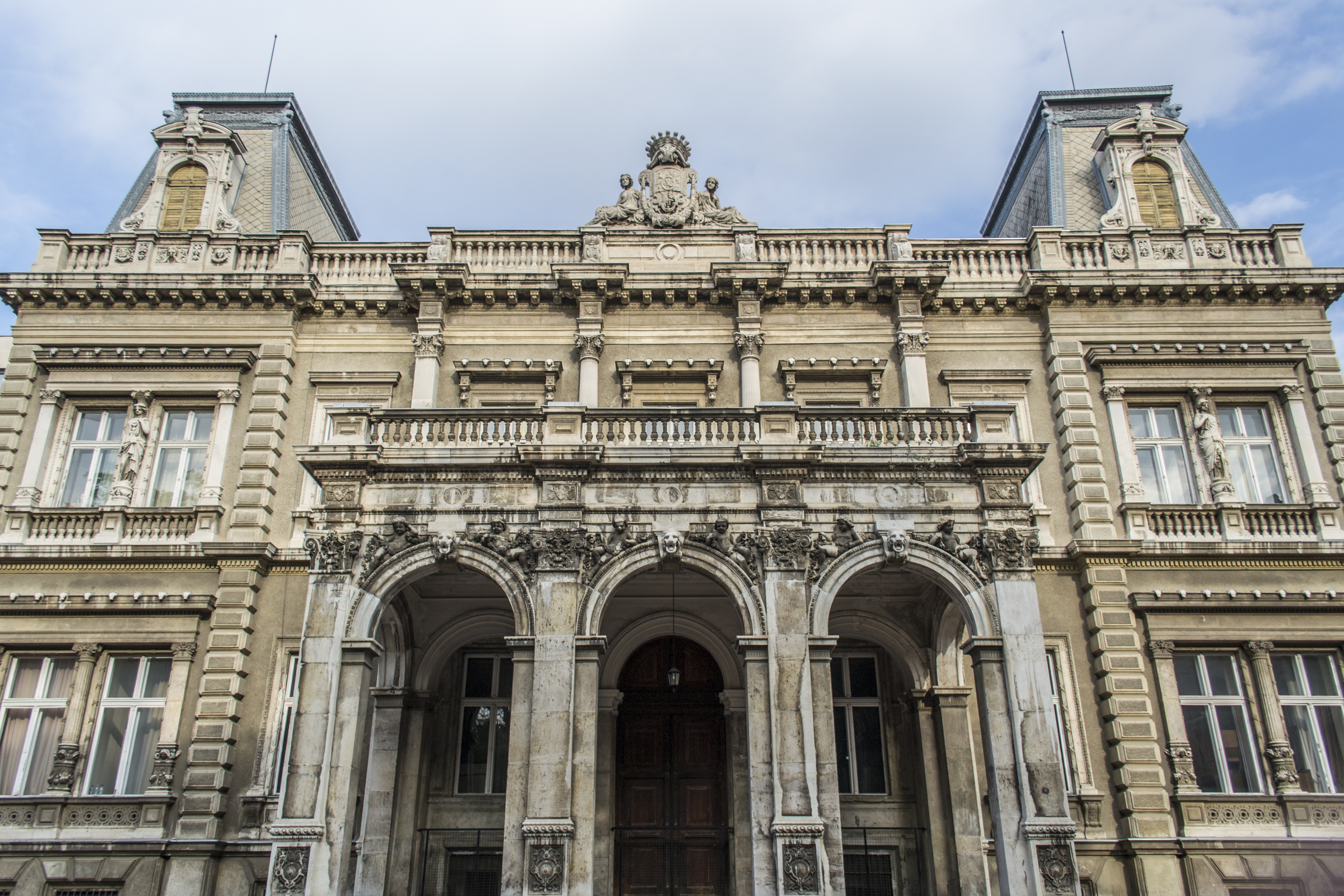
A Károlyi-palota homlokzata, Budapest, Pollack Mihály tér

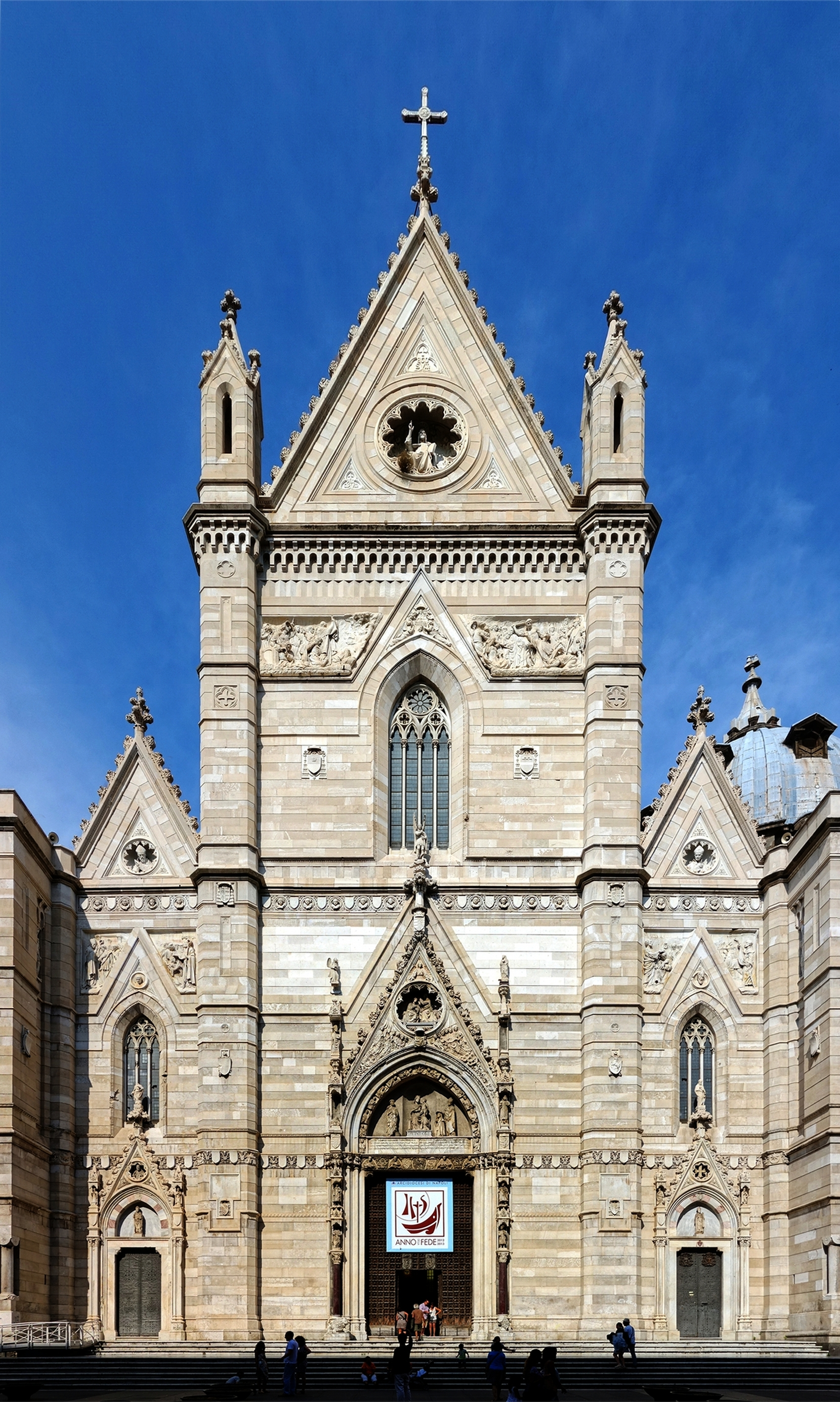
A nápolyi dóm homlokzata

A homlokzat valamely épület utcára, udvarra vagy kertre néző, nyílásokkal áttört és építészetileg többé-kevésbé gazdagon kiképzett fala, tágabb értelemben az ilyen falak (a tetőzettel együtt készült) geometrikus rajza is. A homlokzatok építészeti kialakításának a fő szempontja, hogy lehetőleg hűen tükrözzék vissza az épület belsejét, illetve tolmácsolják annak rendeltetését. Mindez leginkább  a főhomlokzatra jellemző — szélességének és magasságának aránya, az emeleteket elválasztó párkányok és a nyílások elrendezése, a falfelület kialakítása, díszítése jellemző az egyes építészeti stílusokra.

## Fajtái
Attól függően, hogy hová, mire néz, számos fajtáját különböztetjük meg:
- a főhomlokzat kapuja fontosabb utcára vagy térre nyílik; szinte mindig ezen nyílik az épület főbejárata;
- a kevésbé fontos utcára, térre néző oldalhomlokzat a főhomlokzatra többnyire merőleges, azzal sarokban összefut;
- a hátsó homlokzat a főhomlokzattal átellenben helyezkedik el,
- belterületekre nyílhat az udvarhomlokzat, esetleg kerthomlokzat.

## A homlokzat megjelenését formáló elemek
- falfelületek,
- ajtók, ablakok és tartozékaik,
- árnyékolók, árnyékoló berendezések,
- lépcsők,
- erkélyek, teraszok,
- mellvédek, korlátok,
- tetőidom, tetőhéjalás,
- kémények, szellőzők, bevilágítók,
- telepített növényzet,[1]
- tornyok,
- párkányok.[2]

Legfelső, a legmagasabb szint és a tetőzet közötti része a homlokfal, ami a homlokzatot és az azt tagoló elemek (erkélyek, kiugró részek stb.) összessége.